# シャネル・シェパーズ
シャネル・シェパーズ（Chanelle Scheepers、1984年3月13日 - ）は、南アフリカ共和国・ハリスミス出身の女子プロテニス選手。WTAツアーでシングルス1勝、ダブルス1勝を挙げた。自己最高ランキングはシングルス37位、ダブルス42位。身長176cm、体重66kg。右利き、バックハンド・ストロークは両手打ち。

## 来歴
シェパーズは2000年に選手経歴を始めたが、WTAツアー下部組織の大会で長い下積み生活を送った。2003年全豪オープンで4大大会の予選に初挑戦したがなかなか勝ちあがることができず、初めて突破したのは6年後の2009年全豪オープンであった。1回戦で第18シードのドミニカ・チブルコバに 0–6, 0–6 で完敗している。
2009年全仏オープンも予選を勝ち上がったが1回戦で第4シードのエレーナ・デメンチェワに 4–6, 3–6 で敗れた。HPオープンではアビゲイル・スピアーズと組んだダブルスでツアー初の決勝に進出しリサ・レイモンド&荘佳容組に 2–6, 4–6 で敗れ準優勝となった。
2010年全仏オープンでは予選勝ち上がりから4回戦に進出した。4回戦で第5シードのエレーナ・デメンチェワに 1–6, 3–6 で敗れた。2011年9月の広州国際女子オープンの決勝でマグダレナ・リバリコバ 6–2, 6–2 で破りツアー初優勝を果たした。2011年10月10日付のランキングで自己最高の37位を記録した。
シェパーズは2012年11月10日に自身のコーチであるロジャー・アンダーソンと結婚した。
2013年5月のストラスブール国際ではクルム伊達公子と組んだダブルスの決勝でマリーナ・エラコビッチ&カーラ・ブラック組を 6–4, 3–6, [14–12] で破り初のダブルス優勝を果たした。ウィンブルドンではダブルスで青山修子と組み1回戦で第9シードのアナスタシア・パブリュチェンコワ&ルーシー・サファロバ、3回戦で6シードのリーゼル・フーバー&サニア・ミルザ組、準々決勝で第16シードのユリア・ゲルゲス&バルボラ・ザフラボバ・ストリコバ組を破りベスト4に進出した。準決勝で優勝した謝淑薇&彭帥組に 4–6, 3–6 で敗れた。
2015年に現役を引退。

## WTAツアー決勝進出結果

### シングルス: 2回 (1勝1敗)
| 大会グレード                  |
| ----------------------------- |
| グランドスラム (0–0)          |
| WTAファイナルズ (0–0)         |
| プレミア・マンダトリー (0–0)  |
| プレミア5 (0-0)               |
| WTAエリート・トロフィー (0-0) |
| プレミア (0–0)                |
| インターナショナル (1-1)      |

| 結果   | No. | 決勝日        | 大会         | サーフェス | 対戦相手               | スコア      |
| ------ | --- | ------------- | ------------ | ---------- | ---------------------- | ----------- |
| 優勝   | 1.  | 2011年9月24日 | 広州         | ハード     | マグダレナ・リバリコバ | 6–2, 6–2    |
| 準優勝 | 1.  | 2014年7月20日 | ボースタード | クレー     | モナ・バルテル         | 3–6, 6–7(3) |

### ダブルス: 5回 (1勝4敗)
| 結果   | No. | 決勝日         | 大会             | サーフェス | パートナー             | 対戦相手                                    | スコア            |
| ------ | --- | -------------- | ---------------- | ---------- | ---------------------- | ------------------------------------------- | ----------------- |
| 準優勝 | 1.  | 2009年10月18日 | 大阪             | ハード     | アビゲイル・スピアーズ | リサ・レイモンド 荘佳容                     | 2–6, 4–6          |
| 準優勝 | 2.  | 2012年8月3日   | ワシントンD.C.   | ハード     | イリーナ・ファルコニ   | 青山修子 張凱貞                             | 5-7, 2-6          |
| 優勝   | 1.  | 2013年5月25日  | ストラスブール   | クレー     | クルム伊達公子         | マリーナ・エラコビッチ カーラ・ブラック     | 6–4, 3–6, [14–12] |
| 準優勝 | 3.  | 2014年2月22日  | リオデジャネイロ | クレー     | ヨハンナ・ラーション   | イリーナ＝カメリア・ベグ マリア・イリゴエン | 2-6, 0-6          |
| 準優勝 | 4.  | 2014年4月13日  | ボゴタ           | クレー     | バニア・キング         | ララ・アルアバレナ キャロリン・ガルシア     | 6–7(5), 4–6       |

## 4大大会シングルス成績
略語の説明
| W | F | SF | QF | #R | RR | Q# | LQ | A | Z# | PO | G | S | B | NMS | P | NH |

W=優勝, F=準優勝, SF=ベスト4, QF=ベスト8, #R=#回戦敗退, RR=ラウンドロビン敗退, Q#=予選#回戦敗退, LQ=予選敗退, A=大会不参加, Z#=デビスカップ/BJKカップ地域ゾーン, PO=デビスカップ/BJKカッププレーオフ, G=オリンピック金メダル, S=オリンピック銀メダル, B=オリンピック銅メダル, NMS=マスターズシリーズから降格, P=開催延期, NH=開催なし.
| 大会           | 2003 | 2004 | 2005 | 2006 | 2007 | 2008 | 2009 | 2010 | 2011 | 2012 | 2013 | 2014 | 2015 | 通算成績 |
| -------------- | ---- | ---- | ---- | ---- | ---- | ---- | ---- | ---- | ---- | ---- | ---- | ---- | ---- | -------- |
| 全豪オープン   | LQ   | A    | LQ   | A    | A    | A    | 1R   | LQ   | 3R   | 1R   | 1R   | 1R   | 1R   | 2–6      |
| 全仏オープン   | LQ   | A    | LQ   | A    | A    | LQ   | 1R   | 4R   | 2R   | 2R   | 1R   | 1R   | A    | 5–6      |
| ウィンブルドン | LQ   | A    | LQ   | A    | A    | A    | LQ   | 1R   | 1R   | 1R   | 1R   | 2R   | A    | 1–5      |
| 全米オープン   | LQ   | A    | LQ   | A    | LQ   | LQ   | LQ   | 1R   | 3R   | 1R   | 2R   | 1R   | A    | 3–5      |